# Лисабонско земетресение
Лисабонското земетресение е сред най-разрушителните и смъртоносни земетресения в историята на Европа.
То става в 9:20 сутринта на 1 ноември 1755 г. и е последвано от цунами и пожар. Според съвременни изследвания магнитудът на земетресението е около 9, а епицентърът му се намира в Атлантическия океан на около 200 km западно-югозападно от нос Сау Вишенте.
Лисабон, столица на Португалия и нейната колониална империя и сред най-големите градове в Европа по онова време, е почти напълно разрушен. Броят на жертвите се оценява на между 60 000 и 100 000 души, вкл. около 10 000 д. от тях в Мароко.
Стремежът на португалското правителство да установи причините за земетресението дава началото на първите научни изследвания в тази област, което поставя началото на съвременната сеизмология. Бедствието предизвиква широк отзвук в цяла Европа, като става важна тема за философите на Просвещението.